# Music (2023)
Music ist ein Spielfilm von Angela Schanelec aus dem Jahr 2023. Das Drama basiert lose auf dem griechischen Ödipus-Mythos. Die Hauptrollen übernahmen Aliocha Schneider und Agathe Bonitzer.
Die europäische Koproduktion zwischen Deutschland, Frankreich und Serbien wurde am 21. Februar 2023 im Rahmen der Internationalen Filmfestspiele Berlin uraufgeführt.

## Handlung
Jon kommt in einer stürmischen Nacht in den griechischen Bergen zur Welt. Bereits kurz nach der Geburt wird er ausgesetzt und adoptiert, ohne seinen Vater oder seine Mutter gekannt zu haben. Im Erwachsenenalter muss er infolge eines tragischen Unfalls eine Gefängnisstrafe antreten. Dort macht er die Bekanntschaft mit Iro. Die Aufseherin scheint Jons Gegenwart zu suchen. Sie beginnt, sich um ihn zu kümmern und Musik für ihn aufzunehmen. Eines Tages beginnt sich Jons Sehkraft zu verschlechtern. In der Folge bekommt er für jeden Verlust, den er erleidet, etwas zurück. Obwohl Jon erblindet, beginnt er sein Leben mehr denn je auszukosten.

## Veröffentlichung
Die Premiere des Films fand am 21. Februar 2023 im Rahmen der Internationalen Filmfestspiele Berlin statt.

## Rezeption
Von den bei Rotten Tomatoes aufgeführten 28 Kritiken sind 86 % positiv bei einer Durchschnittsbewertung von 7,3 von 10 möglichen Punkten. Auf Metacritic erhielt der Film einen Score von 76 von 100 möglichen Punkten basierend auf 11 Kritiken.

## Auszeichnungen
Für Music erhielt Regisseurin Schanelec ihre zweite Einladung in den Wettbewerb um den Goldenen Bären, den Hauptpreis der Berlinale. Dort wurde sie mit dem Silbernen Bären für das beste Drehbuch ausgezeichnet.